# East End Lions FC
L'East End Lions FC és un club de futbol de Sierra Leone de la ciutat de Freetown. Disputa els seus partits a l'Estadi Nacional de Sierra Leone. Els seus colors són el vermell i el negre.

## Palmarès
- Lliga de Sierra Leone de futbol:[3]
  - 1977, 1980, 1985, 1992, 1993, 1994, 1997, 1999, 2005, 2009, 2010, 2019

- Copa de Sierra Leone de futbol:[4]
  - 1973, 1980, 1989

## Jugadors destacats
- Gibrilla Woobay
- Ibrahim Kargbo
- Samuel Barlay
- Mustapha Sama
- Umaru Rahman